# ボド・イルクナー
ボド・イルクナー（Bodo Illgner, 1967年4月7日 - ）は、ドイツ出身の元同国代表サッカー選手。ポジションはゴールキーパー。クロスなどハイボールへの強さ、シュートに対しての鋭い反応、安定したゴールキーピングを武器としていた、1990年代のドイツとヨーロッパを代表するGKの一人である。

## 経歴
軍人である父ギュンターの勧めでサッカーを始めた。ボンにあるFCハルトベルクの下部組織で育ち頭角を現すと、1983年に1.FCケルンに入団。1984年に西ドイツU-16代表としてU-16欧州選手権制覇に貢献し、ドイツ期待の若手GKとして注目を集めるようになった。
ケルンでは1986年2月にトップチームデビューを飾ったものの、当時のケルンには西ドイツ代表の守護神であるハラルト・シューマッハーの存在もあって控えGKという立場であったが、確実に成長を遂げ、同年10月にシューマッハーがスキャンダルを惹き起こしたことで解雇されると、ケルンの正GKの座を掴む事に成功した。以降、ケルンの守護神として長らくゴールマウスを守り続けた。
西ドイツ代表には1987年に初選出され、同年9月23日のデンマーク代表戦で20歳でデビューを飾った。1988年のユーロ88には控えGKとしてメンバー入りし、その後は代表のポジション争いに競り勝ち、正GKに定着する。1990年のワールドカップ・イタリア大会では全試合に出場し、3度目の世界制覇に貢献、23歳でのワールドカップ優勝は最年少記録となったした。1992年のユーロ92では決勝でデンマークに敗れたものの、準優勝。1994年のワールドカップ・アメリカ大会にも正GKとして出場したが、準々決勝で敗退し、大会後に27歳という若さで代表を引退した。
長年、1.FCケルンでプレーを続けたが、1996年にファビオ・カペッロ監督の誘いを受けてスペインの強豪レアル・マドリードへ移籍。リーグ優勝やUEFAチャンピオンズリーグ優勝に貢献し、クラブでも大きなタイトルを手にした。晩年は怪我が多くなり試合出場は少なくなったが、若き日のイケル・カシージャスに多大な影響を与えたといわれる。2001年に現役引退した。
引退後はスペイン・マドリードに在住。テレビのコメンテーターとして活躍している。

## 個人成績
| クラブ             | シーズン | リーグ | リーグ | カップ | カップ | 国際カップ | 国際カップ | その他 | その他 | 合計 | 合計 |
| クラブ             | シーズン | 出場   | 得点   | 出場   | 得点   | 出場       | 得点       | 出場   | 得点   | 出場 | 得点 |
| ------------------ | -------- | ------ | ------ | ------ | ------ | ---------- | ---------- | ------ | ------ | ---- | ---- |
| 1.FCケルン         | 1985–86  | 2      | 0      | 0      | 0      | 0          | 0          | 0      | 0      | 2    | 0    |
| 1.FCケルン         | 1986–87  | 16     | 0      | 0      | 0      | 0          | 0          | 0      | 0      | 16   | 0    |
| 1.FCケルン         | 1987–88  | 34     | 0      | 2      | 0      | 0          | 0          | 0      | 0      | 36   | 0    |
| 1.FCケルン         | 1988–89  | 33     | 0      | 2      | 0      | 6          | 0          | 0      | 0      | 41   | 0    |
| 1.FCケルン         | 1989–90  | 34     | 0      | 3      | 0      | 10         | 0          | 0      | 0      | 47   | 0    |
| 1.FCケルン         | 1990–91  | 34     | 0      | 7      | 0      | 6          | 0          | 0      | 0      | 47   | 0    |
| 1.FCケルン         | 1991–92  | 37     | 0      | 2      | 0      | 0          | 0          | 0      | 0      | 39   | 0    |
| 1.FCケルン         | 1992–93  | 31     | 0      | 2      | 0      | 2          | 0          | 0      | 0      | 35   | 0    |
| 1.FCケルン         | 1993–94  | 33     | 0      | 2      | 0      | 0          | 0          | 0      | 0      | 35   | 0    |
| 1.FCケルン         | 1994–95  | 34     | 0      | 5      | 0      | 0          | 0          | 0      | 0      | 39   | 0    |
| 1.FCケルン         | 1995–96  | 34     | 0      | 1      | 0      | 1          | 0          | 0      | 0      | 36   | 0    |
| 1.FCケルン         | 1996–97  | 4      | 0      | 1      | 0      | 0          | 0          | 0      | 0      | 5    | 0    |
| 1.FCケルン         | 合計     | 326    | 0      | 27     | 0      | 25         | 0          | 0      | 0      | 378  | 0    |
| レアル・マドリード | 1996–97  | 40     | 0      | 6      | 0      | 0          | 0          | 0      | 0      | 46   | 0    |
| レアル・マドリード | 1997–98  | 12     | 0      | 2      | 0      | 5          | 0          | 0      | 0      | 19   | 0    |
| レアル・マドリード | 1998–99  | 34     | 0      | 3      | 0      | 8          | 0          | 2      | 0      | 47   | 0    |
| レアル・マドリード | 1999–00  | 5      | 0      | 1      | 0      | 1          | 0          | 0      | 0      | 7    | 0    |
| レアル・マドリード | 2000–01  | 0      | 0      | 0      | 0      | 0          | 0          | 0      | 0      | 0    | 0    |
| レアル・マドリード | 合計     | 91     | 0      | 12     | 0      | 14         | 0          | 2      | 0      | 119  | 0    |
| 通算               | 通算     | 417    | 0      | 39     | 0      | 39         | 0          | 2      | 0      | 497  | 0    |

## 代表歴

### 出場大会
- 西ドイツ/ドイツ代表
  - 1990 FIFAワールドカップ
  - 1994 FIFAワールドカップ

### 試合数
- 国際Aマッチ 54試合 0得点（1987年-1994年）[4]

| ドイツ代表 | 国際Aマッチ | 国際Aマッチ |
| 年         | 出場        | 得点        |
| ---------- | ----------- | ----------- |
| 1987       | 3           | 0           |
| 1988       | 3           | 0           |
| 1989       | 6           | 0           |
| 1990       | 13          | 0           |
| 1991       | 7           | 0           |
| 1992       | 8           | 0           |
| 1993       | 5           | 0           |
| 1994       | 9           | 0           |
| 通算       | 54          | 0           |

## タイトル

### クラブ
- UEFAチャンピオンズリーグ　2回（1997-98,1999-2000）
- インターコンチネンタルカップ　1回（1998）
- リーガ・エスパニョーラ　2回（1996-97,2000-01）

### 代表
- FIFAワールドカップ　1回（1990）
- UEFA U-16欧州選手権　1回（1984）

### 個人
- ドイツ年間最優秀GK賞　4回（1989,1990,1991,1992）
- 欧州年間最優秀GK賞　1回（1991）